# Le Canard enchaîné
Le Canard enchaîné er en satirisk ugeavis fra Frankrig med hovedkvarter i Paris. Avisen blev stiftet i 1915 under 1. verdenskrig og bringer undersøgende journalistik, læk fra fransk politik og den franske forretningsverden, samt vittigheder og sjove tegninger.